# San Lorenzo Maggiore (Nápoly)
A San Lorenzo Maggiore Nápoly történelmi központjának jelentős bazilikája és egyben múzeuma. A Via San Gregorio Armeno és a Via Tribunali kereszteződésénél található.

## Története
A templom eredete a ferencesek nápolyi megjelenésével van összefüggésben. Még Assisi Szent Ferenc életében építették, egykori templomuk elvesztése után, amelynek helyére I. Anjou Károly az 1200-as években felépítette új erődítményét. Harangtornya a 15. században épült fel. A 16. századi földrengésekben megsérült, barokk stílusban építették újjá. A 19. és  20. századi felújítási munkálatok során azonban nagyrészt helyreállították eredeti, gótikus formáját.
San Lorenzo tulajdonképpen egy templom és kolostor együttese. A múzeum három emelet magasságban van és a San Lorenzo környékének történetét, régészeti emlékeit mutatja be. A múzeum bemutatja az egykori városházát, amelyet a 13. században lebontottak, helyet csinálva jövendő templom számára. A San Lorenzo alatti ásatások római kori piactérre bukkantak. Az ásatások, amelyek a legnagyobb görög–római korai ásatások Nápoly óvárosában, 1992 óta tekinthetők meg.
A templom fő látnivalói Giovanni da Nola főoltára és a Cosimo Fanzago tervezte Szent Antal-kápolna.